# The Locust
The Locust és una banda estatunidenca de hardcore punk formada a San Diego el 1994. És coneguda per la seva mescla única de velocitat, complexitat i rareses derivades del new wave, sumada a l'ús de sintetitzadors analògics.
La banda es destaca per l'ús de disfresses d'insectes en tocar en viu. El The New York Times va afirmar-ne: «Si el noise rock tingués superherois, The Locust segurament en serien uns». Dave Llombard de Slayer en va afirmar: «Hi ha una banda anomenada The Locust. El seu bateria es diu Gabe Serbian, i la seva música em colpeja com DRI em va colpejar a principis dels anys 1980».

## Història
Prèviament a The Locust, Justin Pearson i Dylan Scharf van integrar la banda de hardcore punk Struggle que va durar tres anys i es va dissoldre el 1994. Tanmateix, van tenir l'oportunitat de compartir escenari amb altres bandes de perspectives ideològiques similars, com Born Against, Downcast, Bikini Kill i Econochrist.
The Locust es va formar el 1994 per Bobby Bray, Justin Pearson, Dylan Scharf, Dave Warshaw i Dave Astor. Després de diversos canvis de formació, va establir la seva alineació actual de quatre membres el 2001 composta per Bray, Pearson, Joey Karam i Gabe Serbian.
The Locust va ser inicialment un projecte de powerviolence, el primer llançament del qual va ser un split amb Man Is the Bastard. Els llançaments posteriors van incorporar sintetitzadors i es van fer cada vegada més teatrals. La banda tocava regularment en clubs all ages a Los Angeles i San Diego, mudats amb vestits d'insectes.
El setembre de 1998, The Locust va publicar el seu primer àlbum homònim, pel segell de Gold Standard Laboratories. El 24 de juny de 2003, van llançar el seu segon àlbum de llarga durada, Plague Soundscapes, per Anti-. A aquest va seguir-lo New Erections, el març del 2007. Després d'una llarga gira promocional, el grup va romandre inactiu.
El 18 de maig de 2010, el quartet va presentar l'enregistrament d'una Peel Session de 2001, titulat The Peel Sessions, publicat a través de Radi Surgery.
El 31 de juliol de 2012, es va publicar l'àlbum recopilatori The Gold Standard Labs que conté tot el material de la banda entre 1997 i 2002, publicat anteriorment a Gold Standard Laboratories.
En 2013, la banda va tornar va fer una pausa, participant en festivals com el FYF i el Fun Fun Fun Fest, i tocant esporàdicament fins al 2015. Eel 2019 van participar al festival Desert Daze, compartint escenari amb grups com Wu-Tang Clan, Ween, The Flaming Lips i Devo.
L'1 de maig de 2022, la banda va anunciar la mort del bateria Gabe Serbian. Des de llavors, la banda ha anunciat en el seu compte d'Instagram que no poden continuar arran de la mort de Serbian, i que no hi haurà més àlbums o actuacions en directe amb el nom de The Locust.

## Components
| Components actuals - Bobby Bray – guitarres, veus (1994–present) - Justin Pearson – baix, veus (1994–present) - Joey Karam – teclats, sintetizadors, moog, veus (1997–present) | Components anteriores - Dylan Scharf – guitarres, veus (1994–1996) - Dave Warshaw – teclats, sintetizadors, veus(1994–1996) - Jimmy LaValle – teclats, sintetizadors, veus(1996–1998) - Dave Astor – bateria (1994–2001) - Gabe Serbian – bateria (2001–2022; decés al 2022); guitarres (1998–2001) |

## Discografia
| Álbumes de estudio - The Locust (1998, Gold Standard Laboratories) - Plague Soundscapes (2003, ANTI-) - New Erections (2007, ANTI-) Álbumes compilatorios - Molecular Genetics from the Gold Standard Labs (2012, ANTI-) Álbumes en vivo - The Peel Sessions (2010, Radio Surgery) | EPs - The Locust (1997, Gold Standard Laboratories) - Flight of the Wounded Locust (2001, Gold Standard Laboratories) - Well I'll Be a Monkey's Uncle (2002, Gold Standard Laboratories) - Follow the Flock, Step in Shit (2003, Three One G) - Safety Second, Body Last (2005, Radio Surgery) Splits - split amb Man Is the Bastard (1995, King of the Monsters) - split amb Jenny Piccolo (1996, Three One G) - split amb Arab on Radar (2000, Gold Standard Laboratories) - split amb Melt-Banana (2002, Gold Standard Laboratories) |